# خوشیکات
خوشیکات (به لاتین: Khushikat) یک منطقهٔ مسکونی در تاجیکستان است که در ولایت سغد واقع شده‌است.